# Calice d'Antioche
Le Calice d'Antioche est une coupe en argent ornée de reliefs dorés de style byzantin, datant probablement du VIè siècle, vers 500-550. La coupe est conservée au Metropolitan Museum of Art de New York, galerie 300, dans sa collection syrienne. C'est l'une des coupes dont on a pensé qu'elle pouvait être le Saint Graal, mais dans les années 1980 cette possibilité a été catégoriquement réfutée.
Lorsqu'elle a été découverte, la coupe intérieure du calice a été considérée initialement comme étant le Saint Graal, la coupe utilisée par Jésus-Christ lors de la Dernière Cène,. Récemment, on a conclu qu'il pouvait s'agir d'une lampe à huile et non d'un calice,.

## Description
Le calice d'Antioche est une coupe d'argent, richement décorée et dorée, avec pied, enfermée dans un couvercle d'argent ,. Elle mesure 19.6 x 18 x 15.2 cm avec une base de 7.4 cm. Le corps de la coupe, originellement ovoïde, a été courbé et a perdu sa forme initiale. Lorsqu'il a été découvert, le calice était couvert par une forte oxydation, qui a été ensuite nettoyée pendant la restauration. La corrosion interne a laissé la coupe intérieure extrêmement fragile,,,. Deux des personnages représentés sont des images du Christ, une montrant un Christ soutenant un rouleau et l'autre un Christ assis avec un agneau, par-dessus un aigle avec les ailes étendues, établi sur une corbeille de fruit,,. Les dix autres personnages ont laissé penser, initialement, qu'ils étaient dix des douze apôtres, mais ils ont été identifiés d'une autre façon, comme des philosophes de l'époque classique, qui avaient anticipé l'arrivée du Christ,. Sur le couvercle extérieur on voit une vigne avec des escargots, des pigeons, un papillon, une sauterelle et un lapin.

## Histoire et découverte

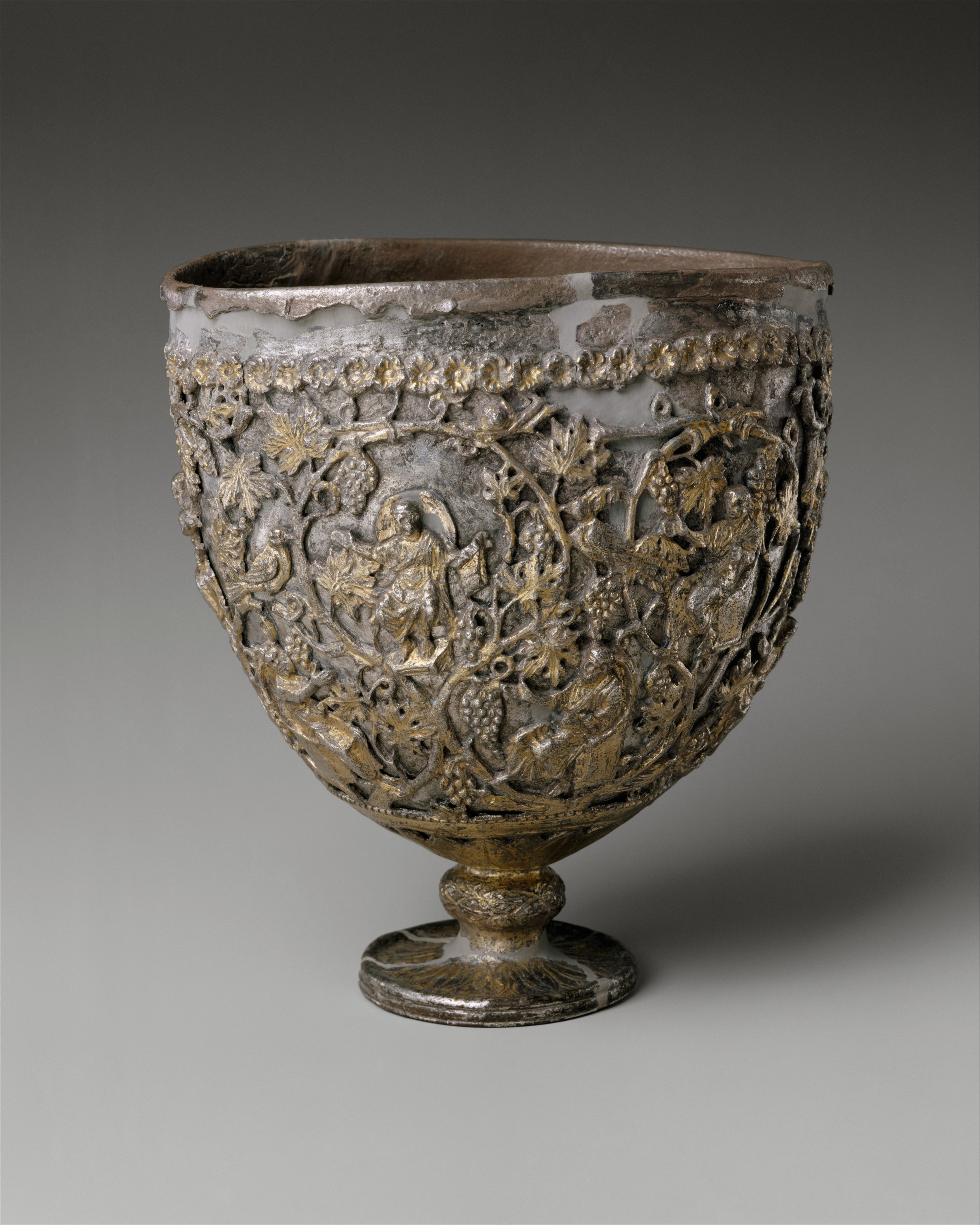
Le calice d'Antioche

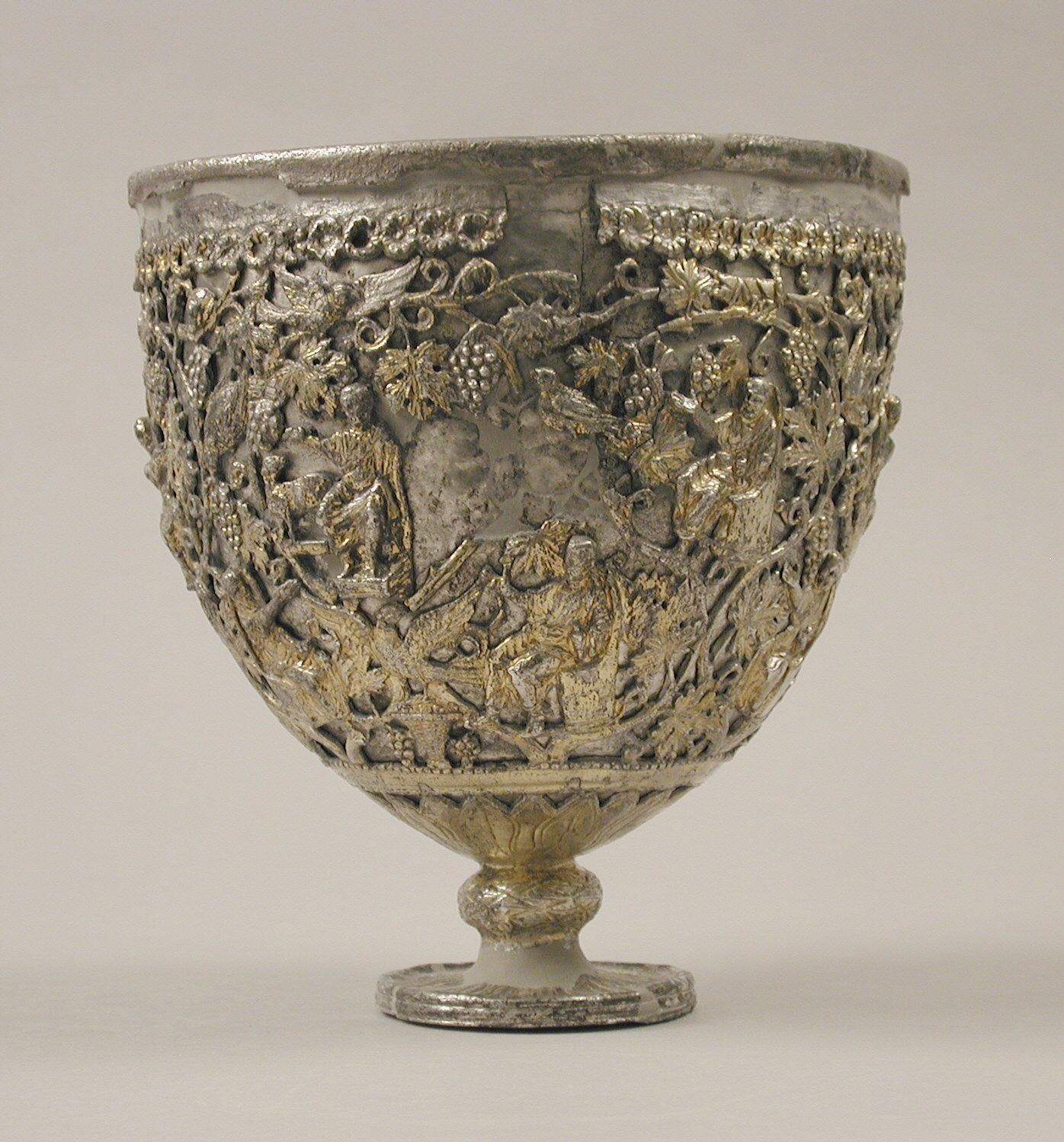
Autre côté

La coupe, apparue au début du XXe siècle, aurait été trouvée en 1910 par quelques paysans syriens dans la localité de Hama, dans un puits, avec d'autres objets, comprenant une grande croix et trois couvertures de livres,. On pense qu'il avait appartenu à une église à Antioche, une des cinq villes qui ont dirigé l'église chrétienne primitive avec Rome, Constantinople, Jérusalem et Alexandrie. Lorsqu'il a été découvert, on a cru que la coupe intérieure était le Saint Graal ,. Des collectionneurs d'art, les frères Kouchakji, ont acquis la coupe en 1912. Elle a été exposée comme étant le Saint Graal à l'Exposition Universelle de Chicago en 1933, et vendue plus tard au musée The Cloisters à New York en 1950. Actuellement, le Metropolitan Museum of Art l'expose dans sa collection d'art syrien.

## Événements récents
Récemment, le calice d'Antioche a été identifié comme la forme d'une lampe de pied habituellement utilisée dans les églises dans la première moitié du VIè siècle,. Le décor, ainsi, répondrait aux mots du Christ « Je suis la lumière du monde ». Il a été récemment déterminé que le calice d'Antioche pourrait avoir fait partie d'un groupe plus important d'objets d'argent ayant appartenu à l'église de San Sergio dans la petite ville de Kaper Koraon,.